# Pokoślin

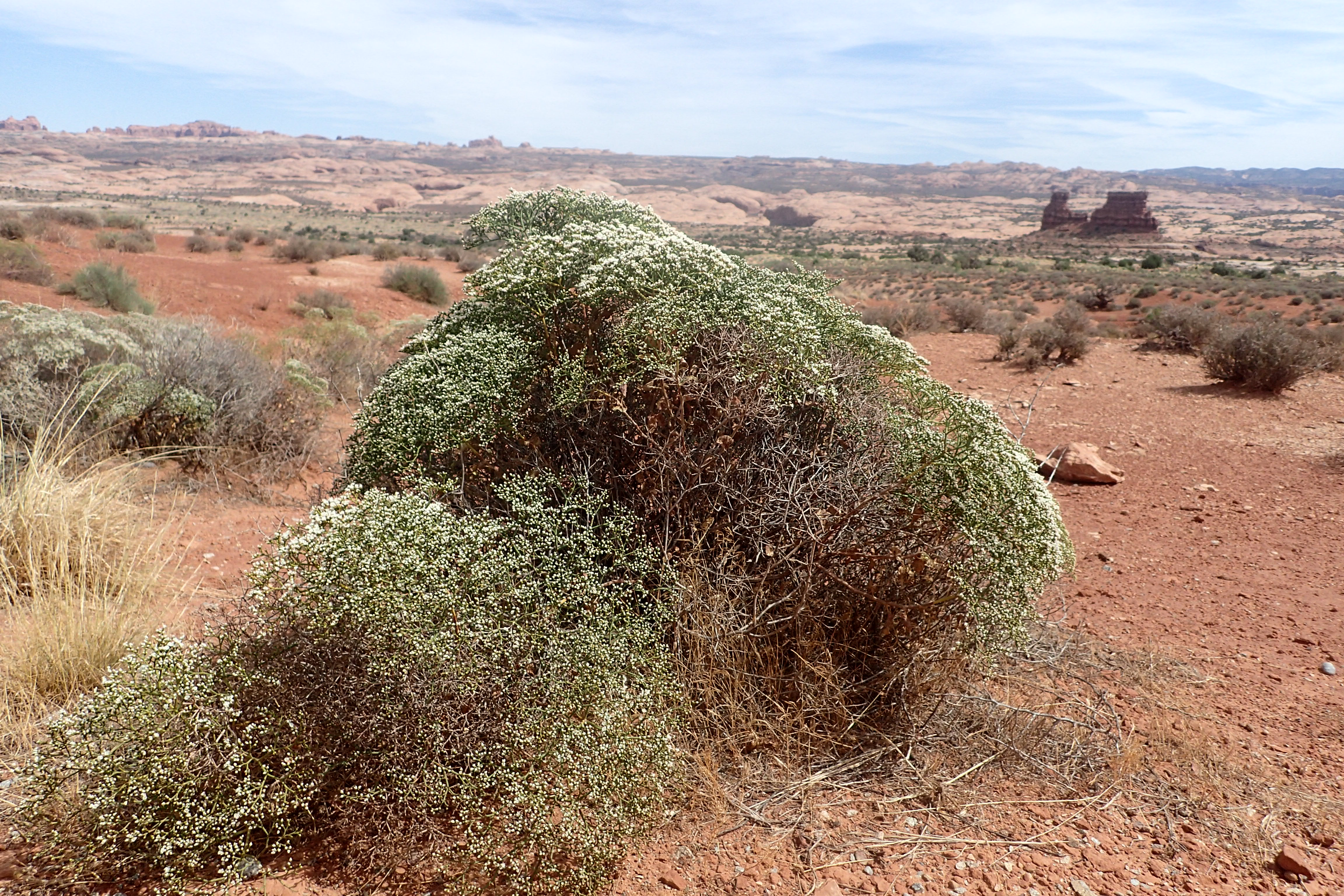
Eriogonum corymbosum

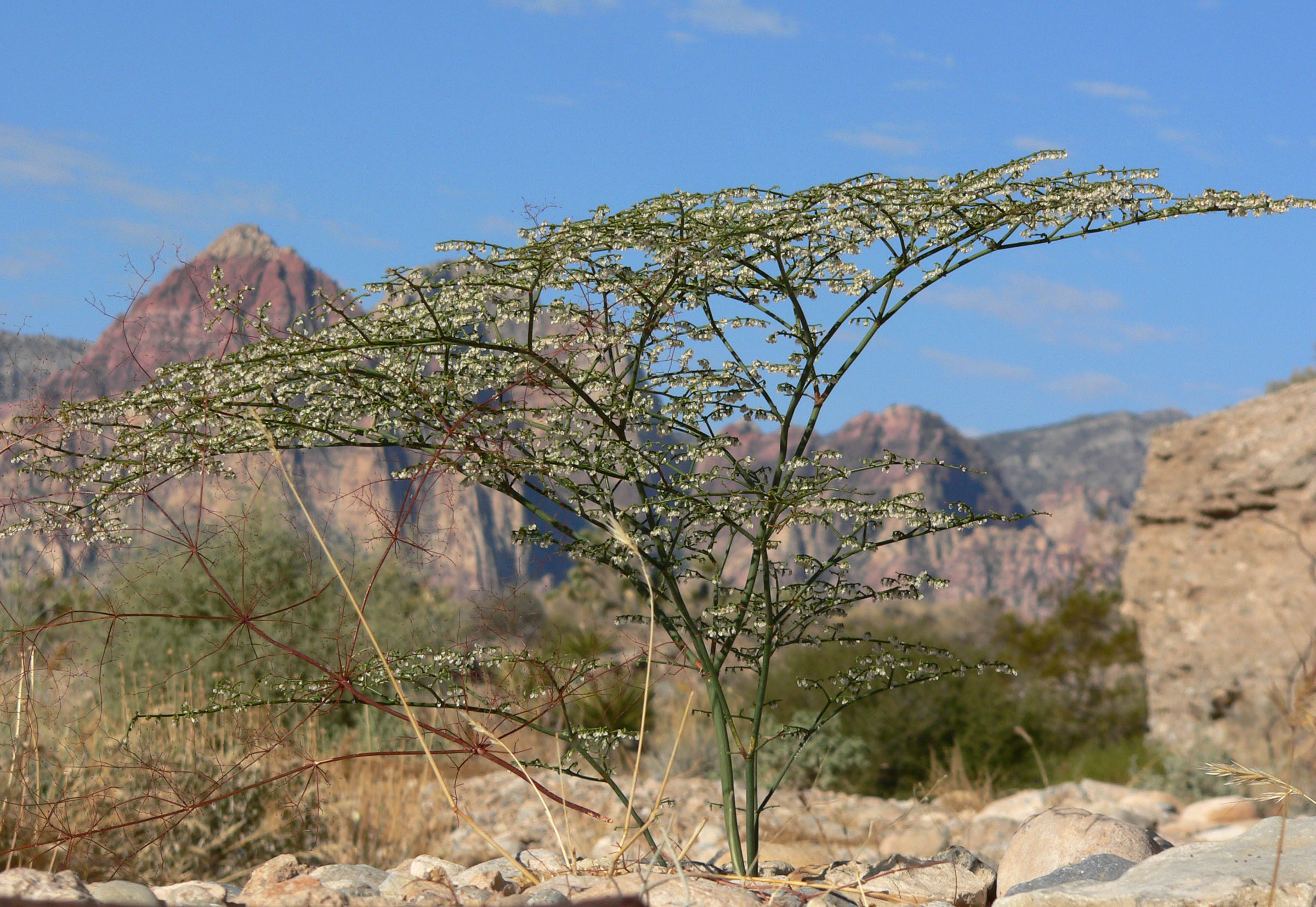
Eriogonum deflexum

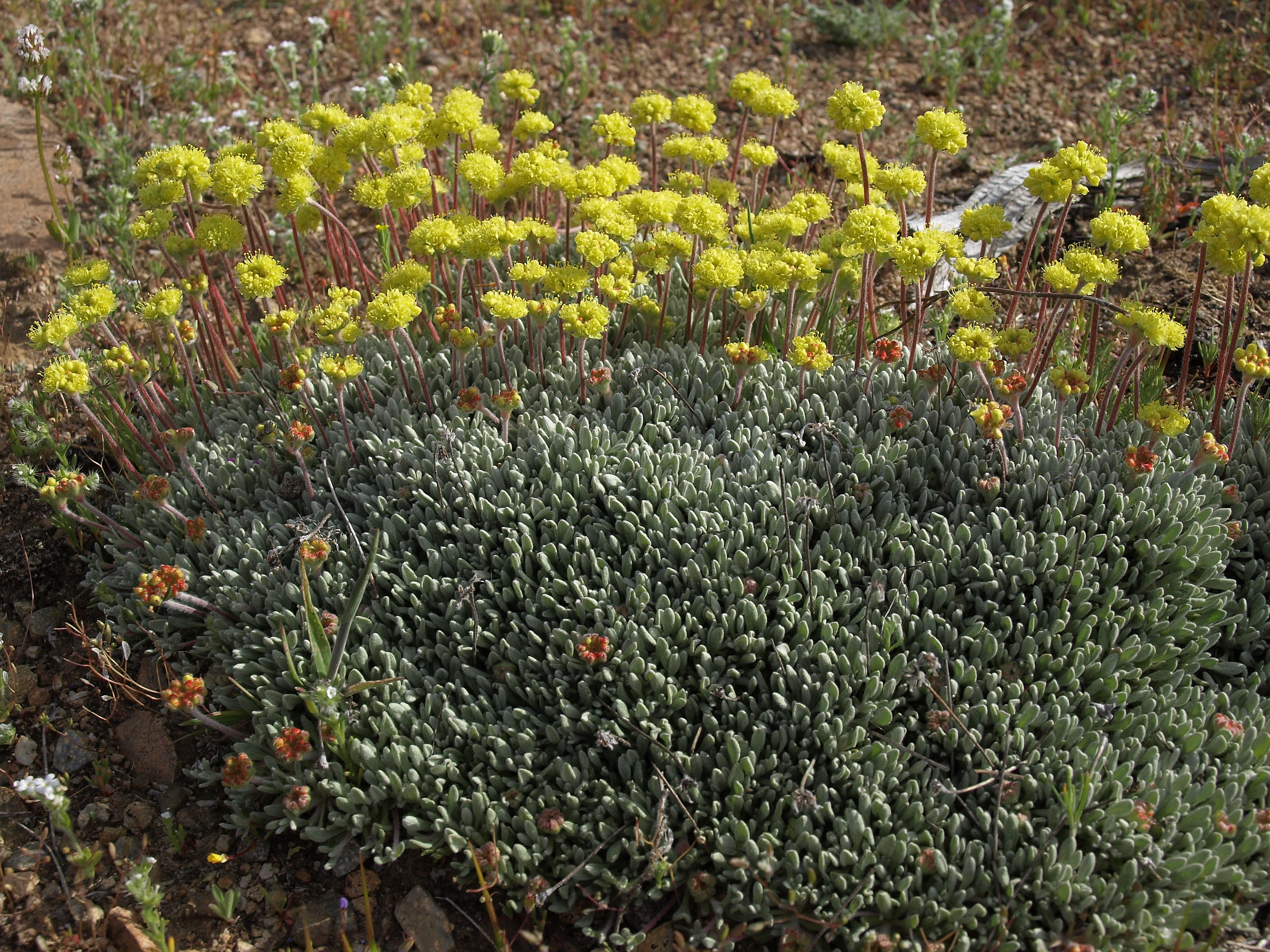
Eriogonum caespitosum

Pokoślin (Eriogonum Michx.) – rodzaj roślin należący do rodziny rdestowatych. Obejmuje ok. 250 gatunków. Rośliny te występują w Ameryce Północnej, zwłaszcza w zachodniej części tego kontynentu. Gatunkiem typowym jest Eriogonum tomentosum Michx.

## Systematyka

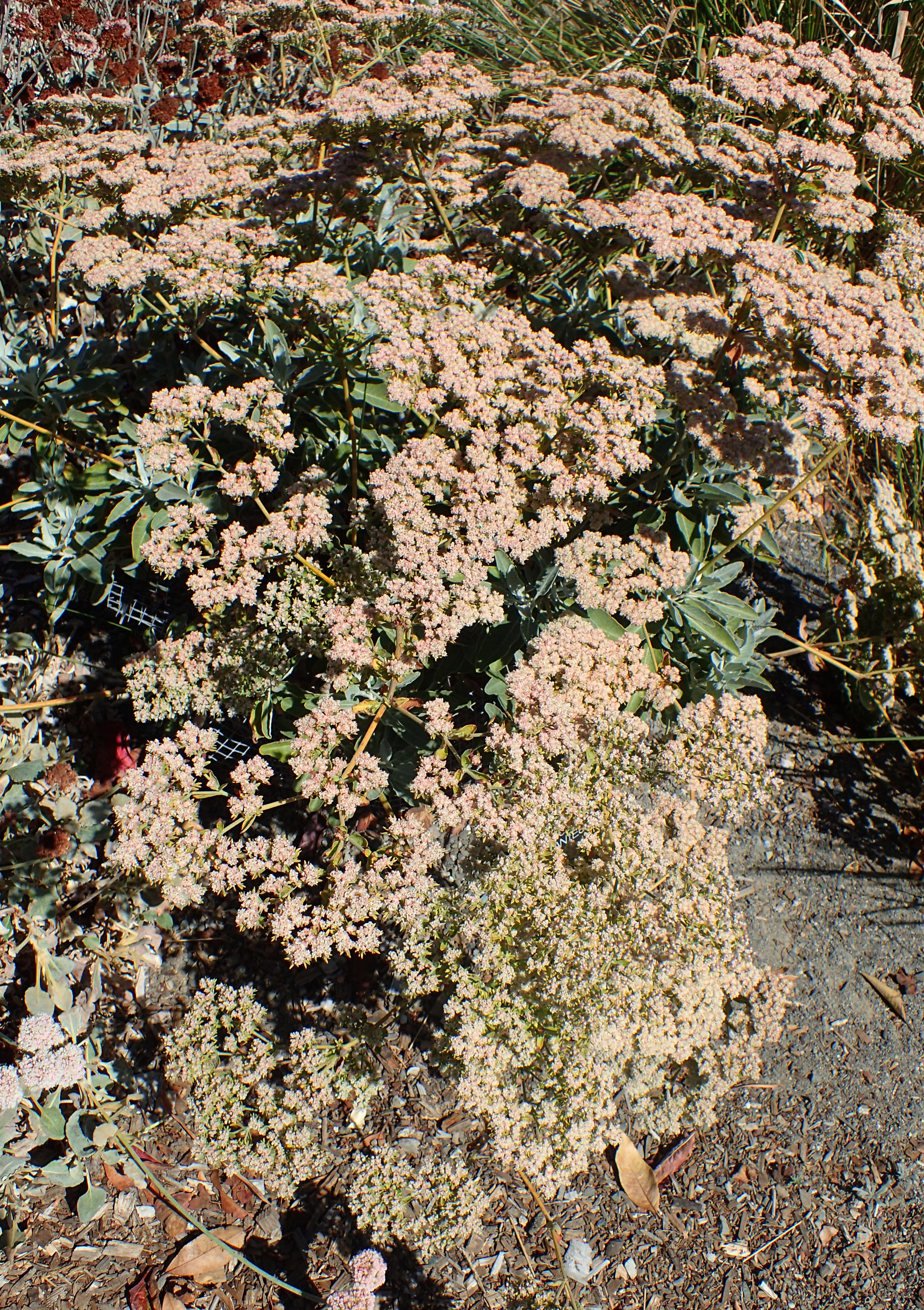
Eriogonum giganteum

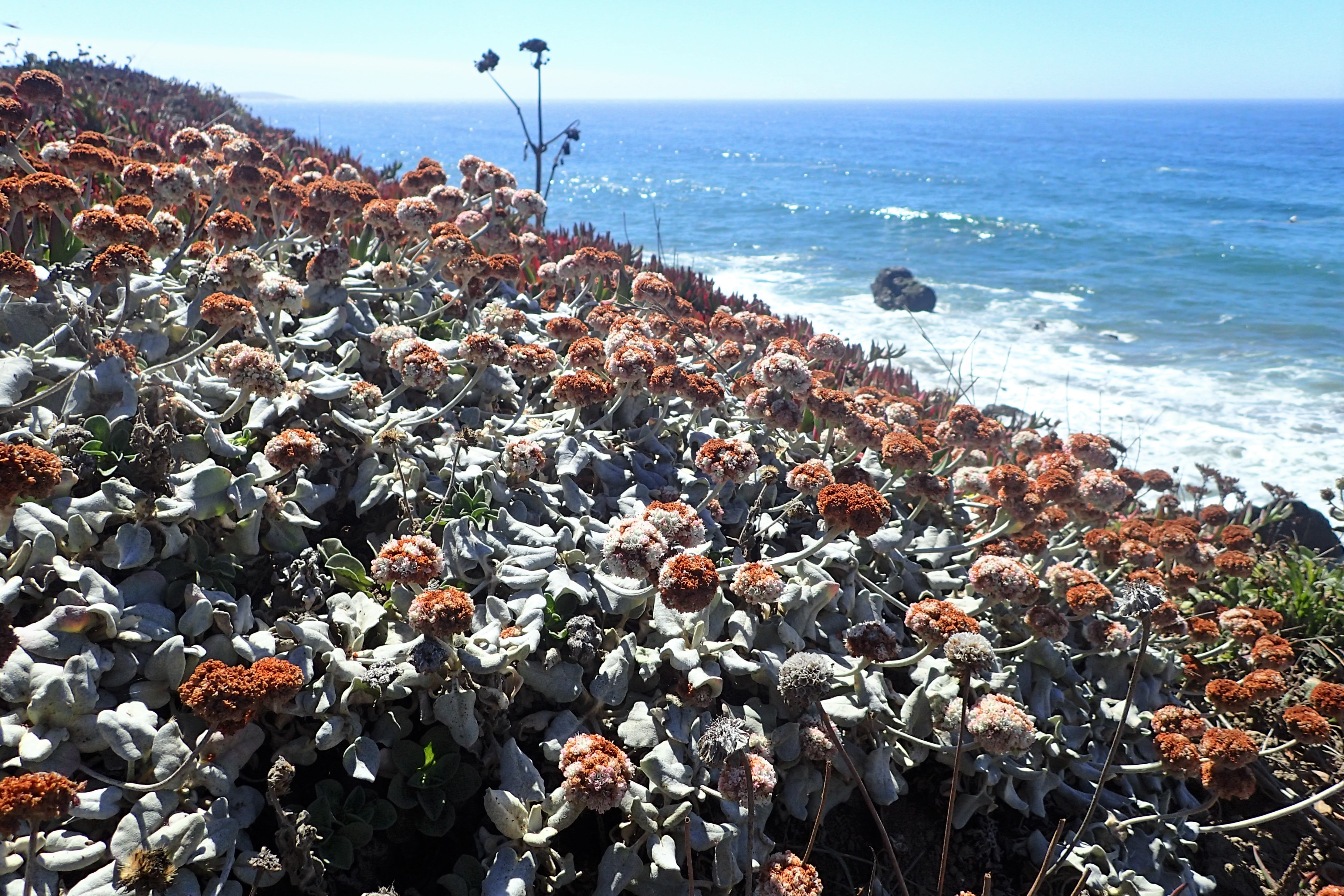
Eriogonum latifolium

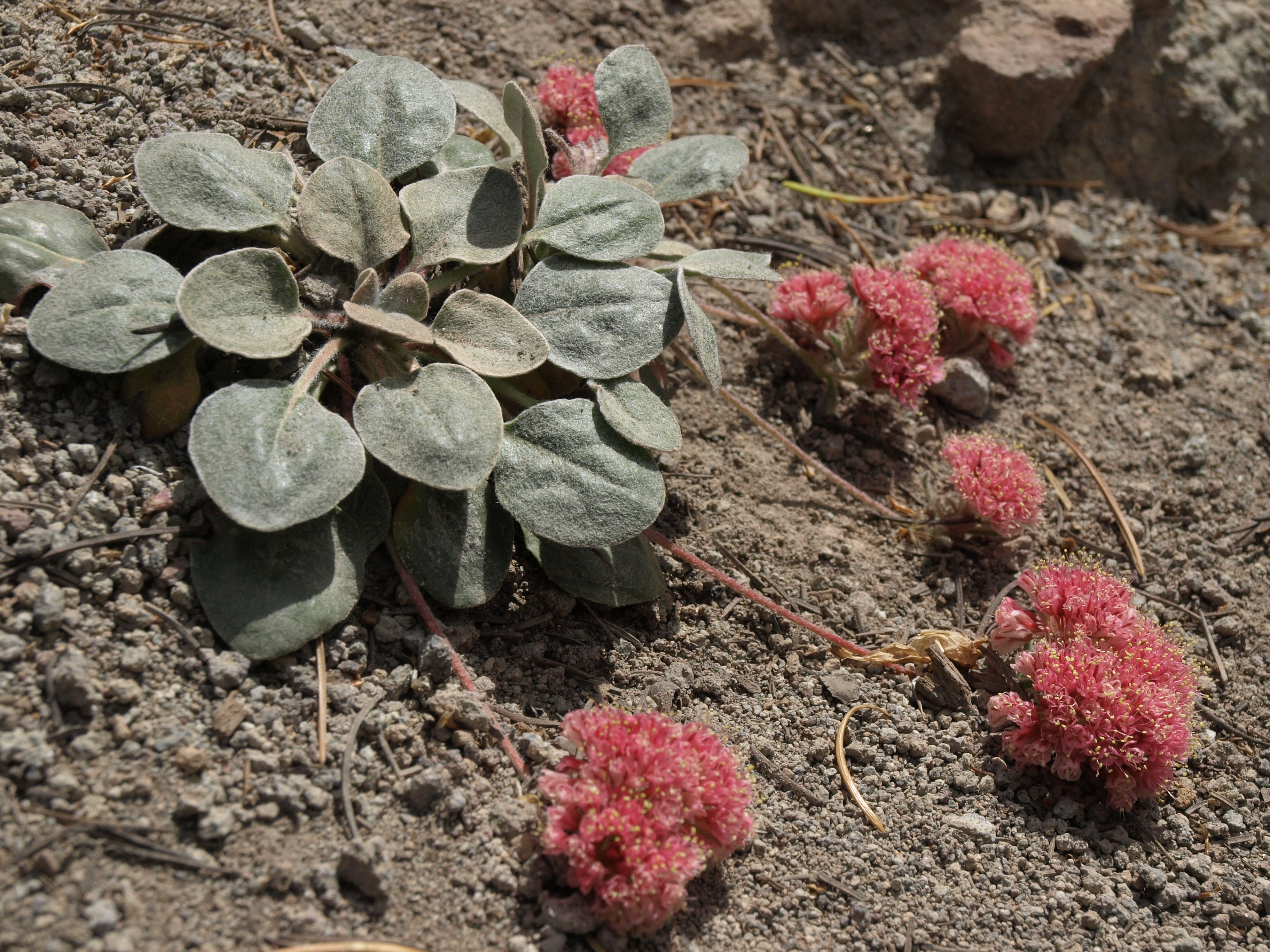
Eriogonum lobbii

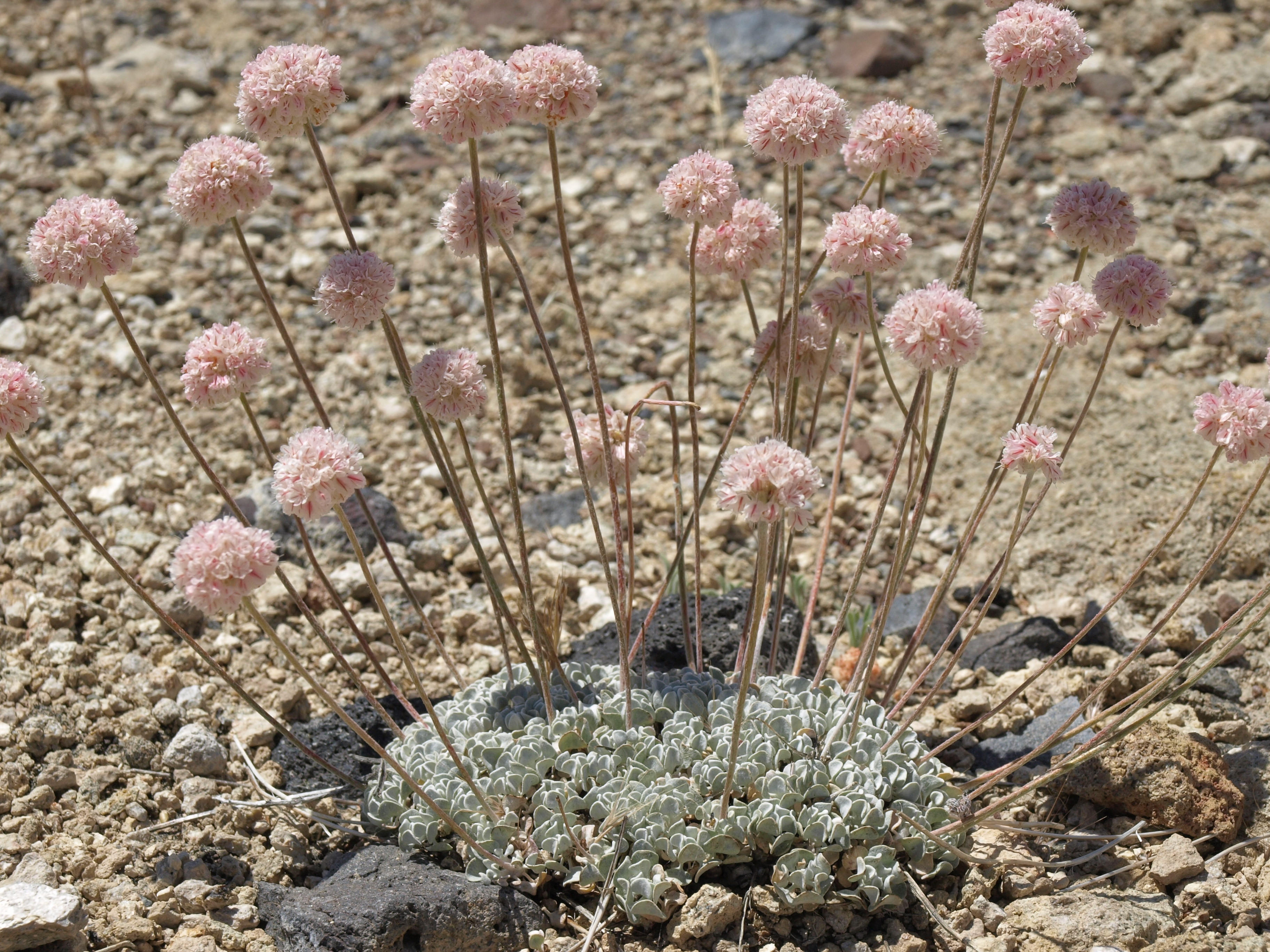
Eriogonum ovalifolium

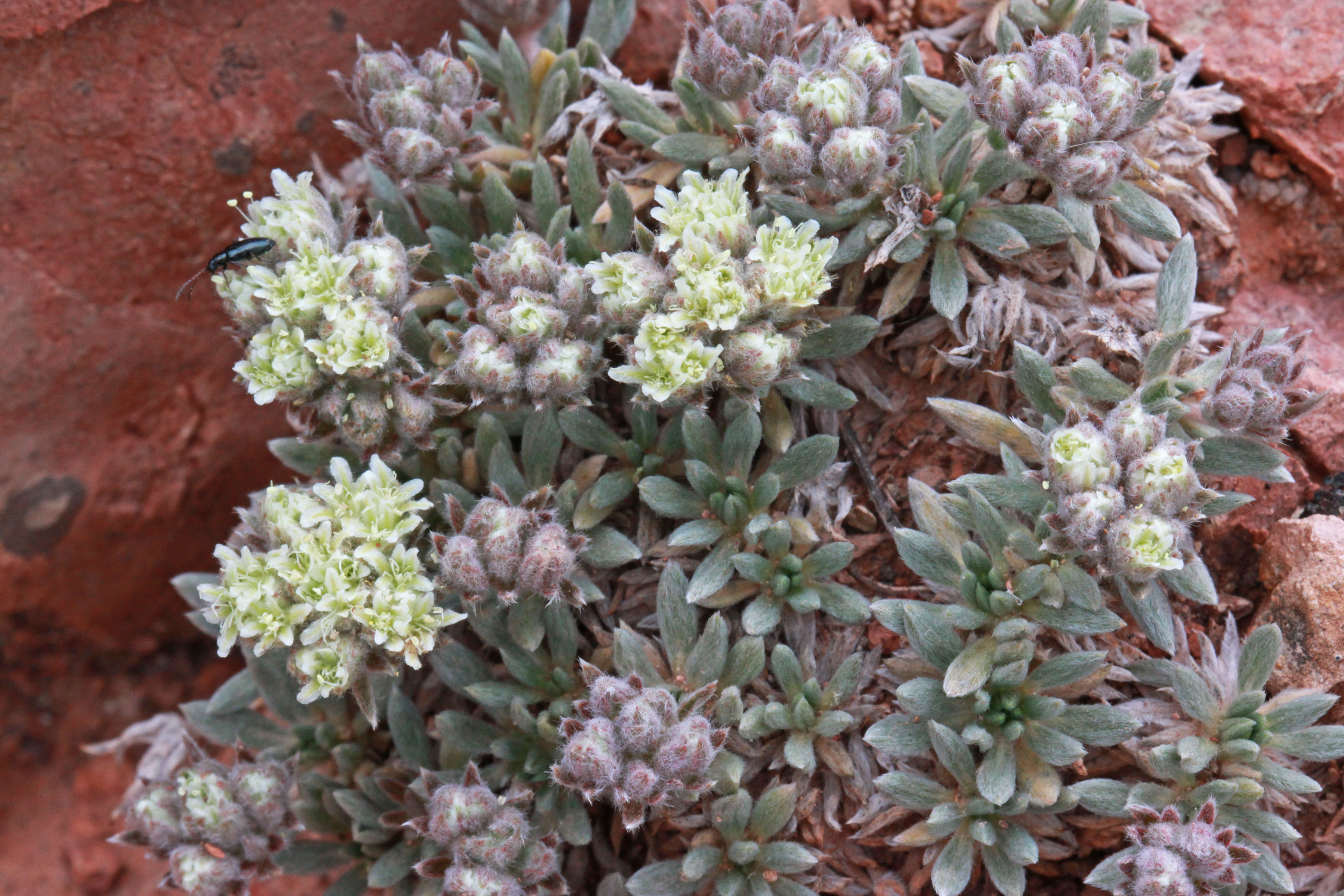
Eriogonum villiflorum

Pozycja systematyczna według Angiosperm Phylogeny Website (2001...)
Należy do podrodziny Polygonoideae, rodziny rdestowatych (Polygonaceae), rzędu goździkowców (Caryophyllales) w obrębie dwuliściennych właściwych. 
Pozycja rodzaju w systemie Reveala (1993–1999)
Gromada okrytonasienne (Magnoliophyta Cronquist), podgromada Magnoliophytina Frohne & U. Jensen ex Reveal, klasa Rosopsida Batsch, podklasa goździkowe (Caryophyllidae Takht.), nadrząd Polygonanae Takht. ex Reveal, rząd rdestowce (Polygonales Dumort.), rodzina rdestowate (Polygonaceae Juss.), podrodzina Eriogonoideae Arn., plemię Eriogoneae Dumort., podplemię Eriogoninae Dammer in Engl. & Prantl, rodzaj pokoślin (Eriogonum Michx.).
Wykaz gatunków
- Eriogonum abertianum  Torr.
- Eriogonum acaule  Nutt.
- Eriogonum alatum  Torr.
- Eriogonum aliquantum  Reveal
- Eriogonum allenii  S.Watson
- Eriogonum alpinum  Engelm.
- Eriogonum ammophilum  Reveal
- Eriogonum ampullaceum  J.T.Howell
- Eriogonum androsaceum  Benth.
- Eriogonum anemophilum  Greene
- Eriogonum angelense  Moran
- Eriogonum angulosum  Benth.
- Eriogonum annuum  Nutt.
- Eriogonum apiculatum  S.Watson
- Eriogonum apricum  J.T.Howell
- Eriogonum arborescens  Greene
- Eriogonum arcuatum  Greene
- Eriogonum aretioides  Barneby
- Eriogonum argillosum  J.T.Howell
- Eriogonum argophyllum  Reveal
- Eriogonum arizonicum  Stokes ex M.E.Jones
- Eriogonum artificis  Reveal
- Eriogonum atrorubens  Engelm.
- Eriogonum austrinum  (S.Stokes) Reveal
- Eriogonum baileyi  S.Watson
- Eriogonum batemanii  M.E.Jones
- Eriogonum bicolor  M.E.Jones
- Eriogonum bifurcatum  Reveal
- Eriogonum brachyanthum  Coville
- Eriogonum brachypodum  Torr. & A.Gray
- Eriogonum brandegeei  Rydb.
- Eriogonum breedlovei  (J.T.Howell) Reveal
- Eriogonum brevicaule  Nutt.
- Eriogonum butterworthianum   J.T.Howell
- Eriogonum caespitosum  Nutt.
- Eriogonum callistum  Reveal
- Eriogonum capillare  Small
- Eriogonum cedrorum  Reveal & Raiche
- Eriogonum cernuum  Nutt.
- Eriogonum chrysops  Rydb.
- Eriogonum ciliatum  Torr. ex Benth.
- Eriogonum cinereum  Benth.
- Eriogonum cithariforme  S.Watson
- Eriogonum clavatum  Small
- Eriogonum clavellatum  Small
- Eriogonum clivosum  W.J.Hess & Reveal
- Eriogonum codium  Reveal, Caplow & K.Beck
- Eriogonum collinum  S.Stokes ex M.E.Jones
- Eriogonum coloradense  Small
- Eriogonum compositum  Douglas ex Benth.
- Eriogonum concinnum  Reveal
- Eriogonum congdonii  (S.Stokes) Reveal
- Eriogonum contiguum  (Reveal) Reveal
- Eriogonum contortum  Small
- Eriogonum correllii  Reveal
- Eriogonum corymbosum  Benth.
- Eriogonum covilleanum  Eastw.
- Eriogonum crocatum  Davidson
- Eriogonum cronquistii  Reveal
- Eriogonum crosbyae  Reveal
- Eriogonum cusickii  M.E.Jones
- Eriogonum darrovii  Kearney
- Eriogonum dasyanthemum  Torr. & A.Gray
- Eriogonum davidsonii  Greene
- Eriogonum deflexum  Torr.
- Eriogonum deserticola  S.Watson
- Eriogonum desertorum  (Maguire) R.J.Davis
- Eriogonum diabolis  Reveal
- Eriogonum diatomaceum  Reveal, J.Reynolds & Picciani
- Eriogonum diclinum  Reveal
- Eriogonum divaricatum  Hook.
- Eriogonum douglasii  Benth.
- Eriogonum × duchesnense  Reveal
- Eriogonum eastwoodianum  J.T.Howell
- Eriogonum effusum  Nutt.
- Eriogonum elatum  Douglas ex Benth.
- Eriogonum elegans  Greene
- Eriogonum elongatum  Benth.
- Eriogonum encelioides  Reveal & C.A.Hanson
- Eriogonum ephedroides  Reveal
- Eriogonum eremicola  J.T.Howell & Reveal
- Eriogonum eremicum  Reveal
- Eriogonum ericifolium  A.Gray
- Eriogonum esmeraldense  S.Watson
- Eriogonum evanidum  Reveal
- Eriogonum exaltatum  M.E.Jones
- Eriogonum exilifolium  Reveal
- Eriogonum fasciculatum  Benth.
- Eriogonum fastigiatum  Parry
- Eriogonum fimbriatum  W.J.Hess & Reveal
- Eriogonum flavum  Nutt. ex Benth.
- Eriogonum foliosum  S.Watson
- Eriogonum fusiforme  Small
- Eriogonum galioides  I.M.Johnst.
- Eriogonum giganteum  S.Watson
- Eriogonum gilmanii  S.Stokes
- Eriogonum glandulosum  (Nutt.) Nutt. ex Benth.
- Eriogonum gordonii  Benth.
- Eriogonum gossypinum  Curran
- Eriogonum gracile  Benth.
- Eriogonum gracilipes  S.Watson
- Eriogonum gracillimum  S.Watson
- Eriogonum grande  Greene
- Eriogonum greggii  Torr. & A.Gray
- Eriogonum gypsophilum  Wooton & Standl.
- Eriogonum hastatum  Wiggins
- Eriogonum havardii  S.Watson
- Eriogonum heermannii  Durand & Hilg.
- Eriogonum helichrysoides  Prain
- Eriogonum hemipterum  (Torr. & A.Gray) S.Stokes
- Eriogonum henricksonii  Reveal
- Eriogonum heracleoides  Nutt.
- Eriogonum hieracifolium  Benth.
- Eriogonum hirtellum  J.T.Howell & Bacigal.
- Eriogonum hirtiflorum  A.Gray ex S.Watson
- Eriogonum hoffmannii  S.Stokes
- Eriogonum holmgrenii  Reveal
- Eriogonum hookeri  S.Watson
- Eriogonum hooveri  Reveal
- Eriogonum howellianum  Reveal
- Eriogonum hylophilum  Reveal & Brotherson
- Eriogonum incanum  Torr. & A.Gray
- Eriogonum inerme  (S.Watson) Jeps.
- Eriogonum inflatum  Torr.
- Eriogonum intrafractum  Coville & C.V.Morton
- Eriogonum intricatum  Benth.
- Eriogonum jamesii  Benth.
- Eriogonum jonesii  S.Watson
- Eriogonum kelloggii  A.Gray
- Eriogonum kennedyi  Porter ex S.Watson
- Eriogonum kingii  Torr. & A.Gray
- Eriogonum lachnogynum  Torr. ex Benth.
- Eriogonum lagunense  M.E.Jones
- Eriogonum lancifolium  Reveal & Brotherson
- Eriogonum latens  Jeps.
- Eriogonum latifolium  Sm.
- Eriogonum lemmonii  S.Watson
- Eriogonum leptocladon  Torr. & A.Gray
- Eriogonum leptophyllum  (Torr.) Wooton & Standl.
- Eriogonum libertini  Reveal
- Eriogonum lobbii  Torr. & A.Gray
- Eriogonum loganum  A.Nelson
- Eriogonum lonchophyllum  A.Gray
- Eriogonum longifolium  Nutt.
- Eriogonum luteolum  Greene
- Eriogonum maculatum  A.Heller
- Eriogonum mancum  Rydb.
- Eriogonum marifolium  A.Gray
- Eriogonum mensicola  S.Stokes
- Eriogonum microthecum  Nutt.
- Eriogonum mohavense  S.Watson
- Eriogonum molestum  S.Watson
- Eriogonum molle  Greene
- Eriogonum moranii  Reveal
- Eriogonum mortonianum  Reveal
- Eriogonum multiflorum  Benth.
- Eriogonum natum  Reveal
- Eriogonum nealleyi  Coult.
- Eriogonum × nebraskense  Rydb.
- Eriogonum nervulosum  (S.Stokes) Reveal
- Eriogonum nidularium  Coville
- Eriogonum niveum  Douglas ex Benth.
- Eriogonum nortonii  Greene
- Eriogonum novonudum  M.Peck
- Eriogonum nudum  Douglas ex Benth.
- Eriogonum nummulare  M.E.Jones
- Eriogonum nutans  Torr. & A.Gray
- Eriogonum ochrocephalum  S.Watson
- Eriogonum orcuttianum  S.Watson
- Eriogonum ordii  S.Watson
- Eriogonum ostlundii  M.E.Jones
- Eriogonum ovalifolium  Nutt.
- Eriogonum palmerianum  Reveal
- Eriogonum panamintense  C.V.Morton
- Eriogonum panguicense  (M.E.Jones) Reveal
- Eriogonum parishii  S.Watson
- Eriogonum parvifolium  Sm.
- Eriogonum pauciflorum  Pursh
- Eriogonum pelinophilum  Reveal
- Eriogonum pendulum  S.Watson
- Eriogonum pharnaceoides  Torr.
- Eriogonum pilosum  S.Stokes
- Eriogonum plumatella  Durand & Hilg.
- Eriogonum polycladon  Benth.
- Eriogonum polypodum  Small
- Eriogonum pondii  Greene
- Eriogonum prattenianum  Durand
- Eriogonum preclarum  Reveal
- Eriogonum prociduum  Reveal
- Eriogonum pulchrum  Eastw.
- Eriogonum pusillum  Torr. & A.Gray
- Eriogonum pyrolifolium  Hook.
- Eriogonum racemosum  Nutt.
- Eriogonum reniforme  Torr. & Frém.
- Eriogonum repens  (S.Stokes) Reveal
- Eriogonum ripleyi  J.T.Howell
- Eriogonum rixfordii  S.Stokes
- Eriogonum robustum  Greene
- Eriogonum rosense  A.Nelson & P.B.Kenn.
- Eriogonum roseum  Durand & Hilg.
- Eriogonum rotundifolium  Benth.
- Eriogonum rubricaule  Tidestr.
- Eriogonum rupinum  Reveal
- Eriogonum salicornioides  Gand.
- Eriogonum saxatile  S.Watson
- Eriogonum scabrellum  Reveal
- Eriogonum scalare  S.Watson
- Eriogonum scopulorum  Reveal
- Eriogonum shockleyi  S.Watson
- Eriogonum siskiyouense  Small
- Eriogonum smithii  Reveal
- Eriogonum soliceps  Reveal & Björk
- Eriogonum soredium  Reveal
- Eriogonum spathulatum  A.Gray
- Eriogonum spectabile  B.L.Corbin & Reveal & R.Barron
- Eriogonum spergulinum  A.Gray
- Eriogonum sphaerocephalum  Douglas ex Benth.
- Eriogonum strictum  Benth.
- Eriogonum subreniforme  S.Watson
- Eriogonum suffruticosum  S.Watson
- Eriogonum temblorense  J.T.Howell & Twisselm.
- Eriogonum tenellum  Torr.
- Eriogonum ternatum  Howell
- Eriogonum terrenatum  Reveal
- Eriogonum thomasii  Torr.
- Eriogonum thompsoniae  S.Watson
- Eriogonum thornei  (Reveal & Henr.) L.M.Shultz
- Eriogonum thurberi  Torr.
- Eriogonum thymoides  Benth.
- Eriogonum tiehmii  Reveal
- Eriogonum tomentosum  Michx.
- Eriogonum trichopes  Torr.
- Eriogonum tripodum  Greene
- Eriogonum truncatum  Torr. & A.Gray
- Eriogonum tumulosum  (Barneby) Reveal
- Eriogonum turneri  Reveal
- Eriogonum twisselmannii  (J.T.Howell) Reveal
- Eriogonum umbellatum  Torr. – pokoślin baldaszkowaty
- Eriogonum ursinum  S.Watson
- Eriogonum vestitum  J.T.Howell
- Eriogonum villiflorum  A.Gray
- Eriogonum villosissimum  Reveal & D.A.York
- Eriogonum vimineum  Douglas ex Benth.
- Eriogonum viridescens  A.Heller
- Eriogonum viridulum  Reveal
- Eriogonum viscanum  W.J.Hess & Reveal
- Eriogonum viscidulum  J.T.Howell
- Eriogonum visheri  A.Nelson
- Eriogonum watsonii  Torr. & A.Gray
- Eriogonum welshii  Reveal
- Eriogonum wetherillii  Eastw.
- Eriogonum wootonii  (Reveal) Reveal
- Eriogonum wrightii  Torr. ex Benth.
- Eriogonum zapatoense  Moran
- Eriogonum zionis  J.T.Howell